# Irolita
Genre
Irolita est un genre de raies.

## Liste des espèces
- Irolita waitii (McCulloch, 1911)